# 洪水線

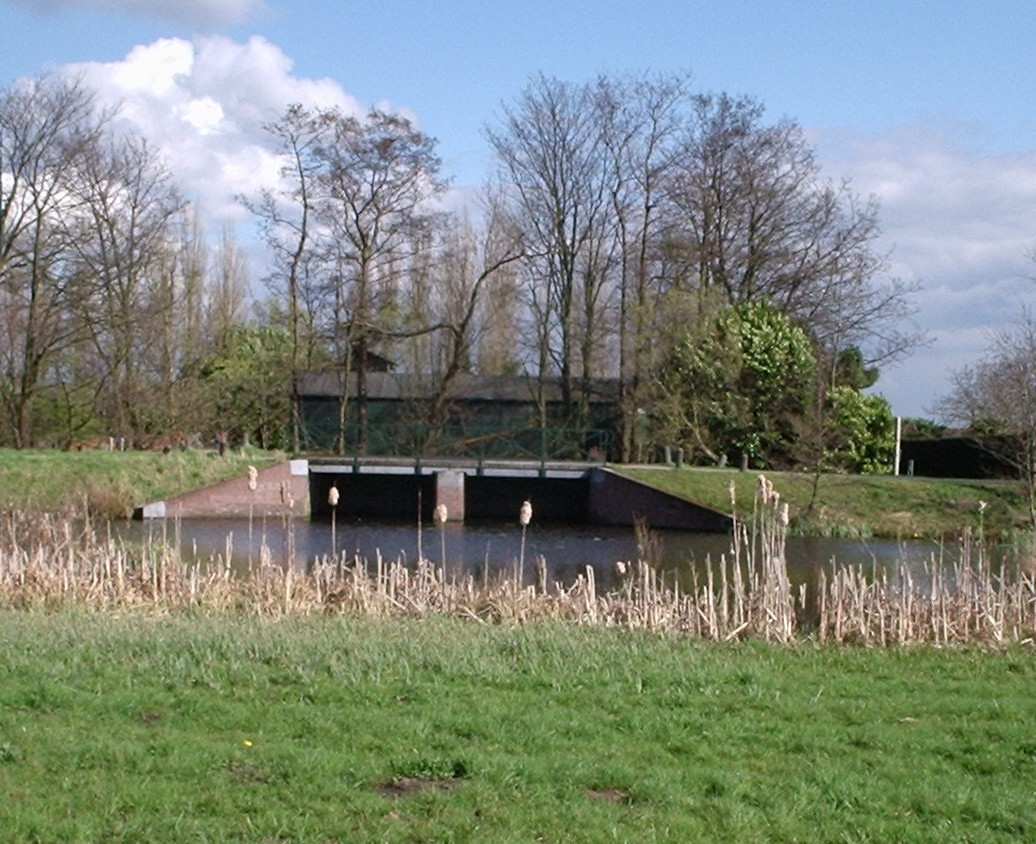
洪水線の堰

洪水線（こうずいせん、蘭: Hollandse Waterlinie, 英: Dutch Water Line）は、川の水の氾濫を利用したオランダ独自の国土防衛方法。堤防を意図的に決壊させることにより、土地を水浸しにし、ボートで進むには浅すぎ、歩いて進むには困難な沼地とする。これにより、敵軍の侵攻を阻む。英語の読みのままウォーターラインと記述される場合もある。この洪水線はスペインとの八十年戦争のあった16世紀頃にオラニエ＝ナッサウ家のフレデリック・ヘンドリックにより使用され、その後1960年代まで改良が行なわれた上で設置されていた。

## 歴史

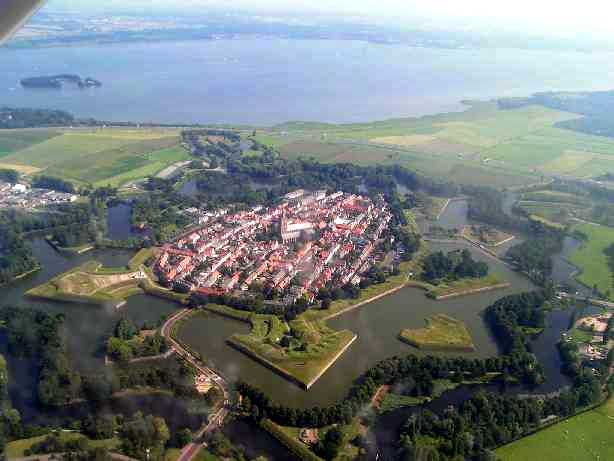
ナールデンの砦の町の鳥瞰図。星型の形をした砦で構成され、火薬が使用された初期の頃に設計され、篭城した際に町を守り、外に向けた砲が敵から距離を保つ構造となっている

スペインに対する八十年戦争のはじめ、オランダ人は洪水を起こした地域が敵軍に対してすばらしい防御地形となることに気がついた。実際に、彼らは1574年にライデンの戦いにおいてその効果を確認した。ただし、この時は真夏の渇水期だったため、堤防の破壊から実際の洪水まではかなり時間がかかっている。
戦争の後半では、ネーデルラント連邦共和国の経済的な中心地（ホラント州など）がスペインの軍勢から解放された。オラニエ公マウリッツは、ワール川の下流にあるゾイデル海（現在のアイセル湖）より要塞化した土地による防衛線を築くことを計画した。
1629年、マウリッツの弟のオラニエ公フレデリック・ヘンドリックはこの計画を実行した。水路は防壁と砦により構築された。洪水線を横切る壁に砲が設置された要塞化された町が、その防衛線における戦略拠点として作られた。洪水を起こす地域の水位は、徒歩で前進するには非常に困難であるが、ボートを使うには（防御側が使用する銃を乗せた平らな底のものは除き）浅すぎる程度に調整された。
水面の下には障害物、例えば溝、落とし穴、有刺鉄線、地雷が隠されていた。防壁を抜ける唯一の道に沿って並んでいた木々は、戦時には逆茂木となった。冬季には水位は氷結を防ぐためにも利用された。その一方で、氷自体は、防御側から射撃しやすくするために前進する兵を露出させるための障害物として使用するためにばらばらに砕かれた。
オランダの洪水線は、設立後1672年の第三次英蘭戦争やルイ14世による仏蘭戦争でフランス軍を停止させ、設立されてから40年以上もの間その価値を証明した。1794年 - 1795年の大陸軍のみが、洪水を起こした地域が激しく氷結したことにより、洪水線により生じた障害物に打ち勝つことができた。

### 新洪水線

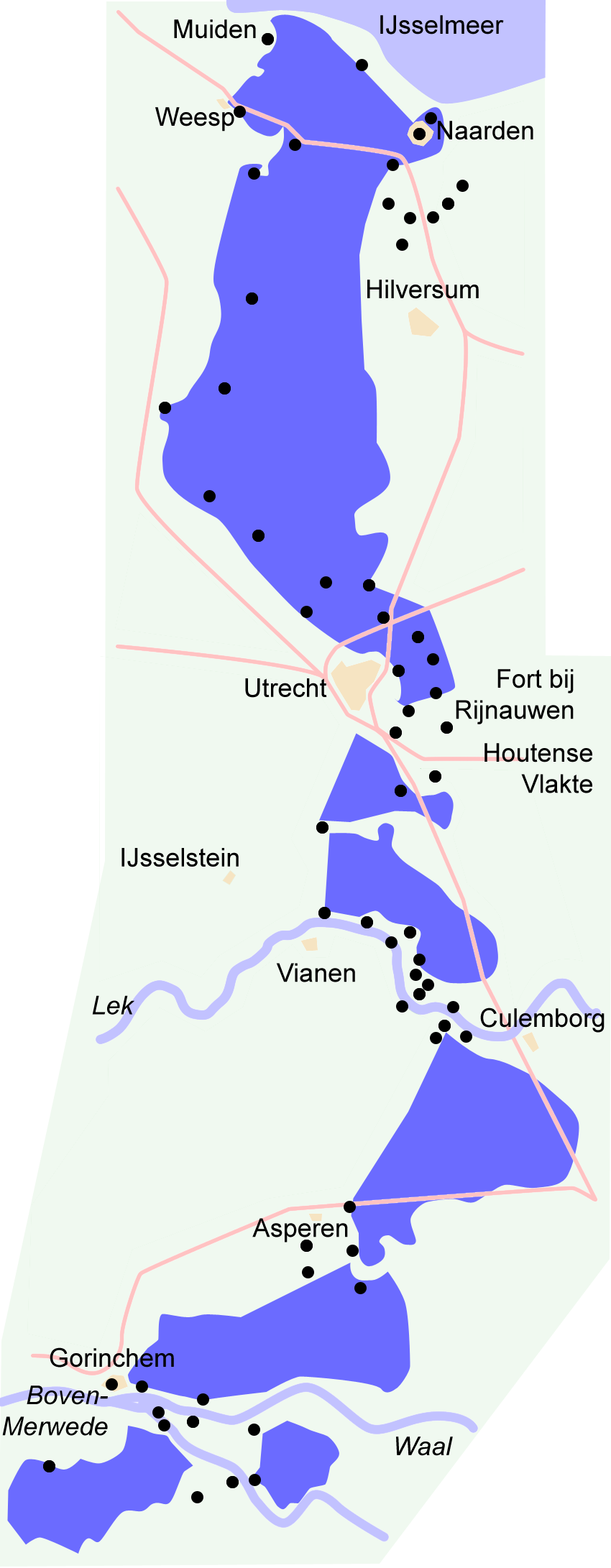
新洪水線の地図

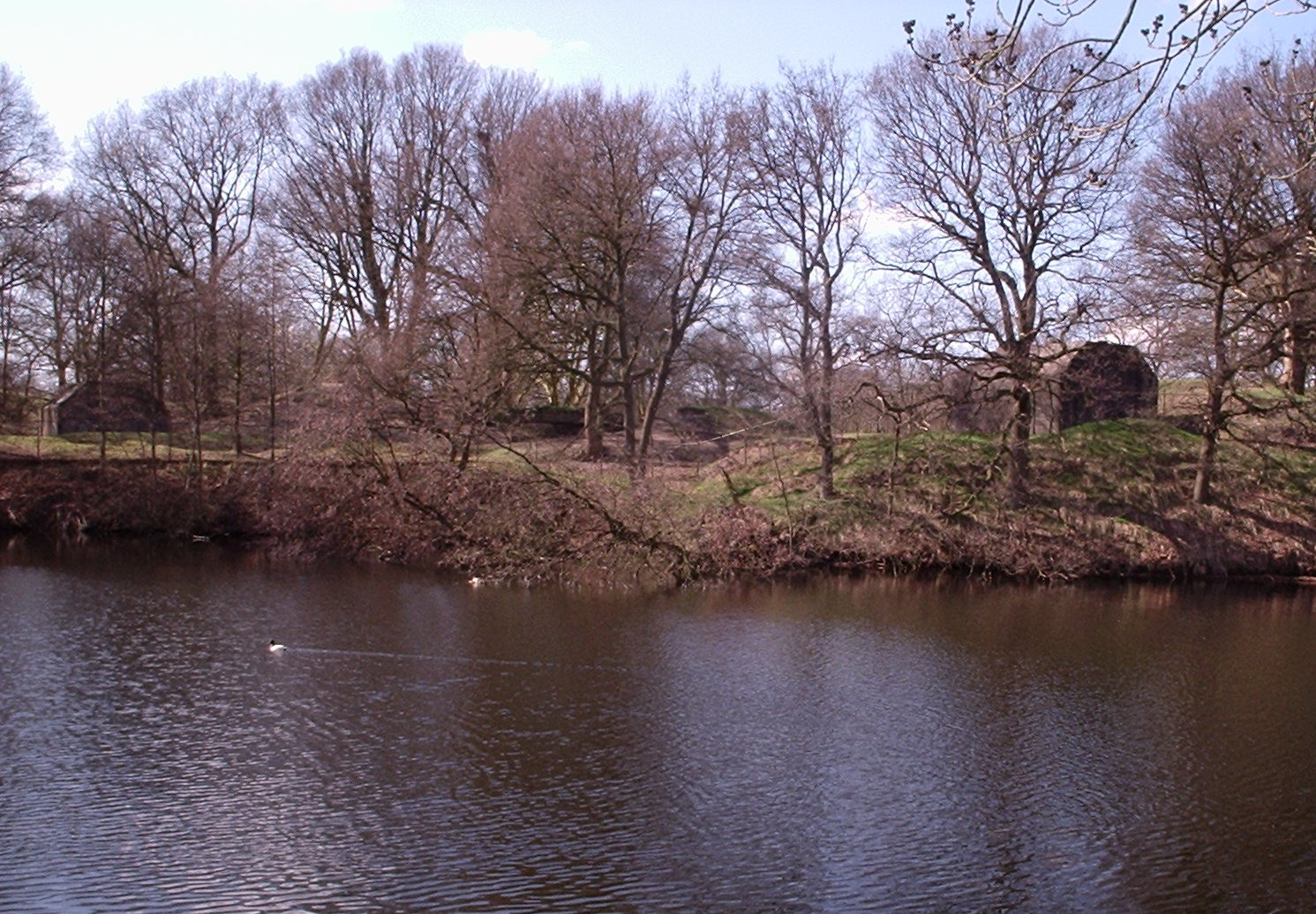
ラウヘンフーク(Ruigenhoek)砦のコンクリートの防御施設

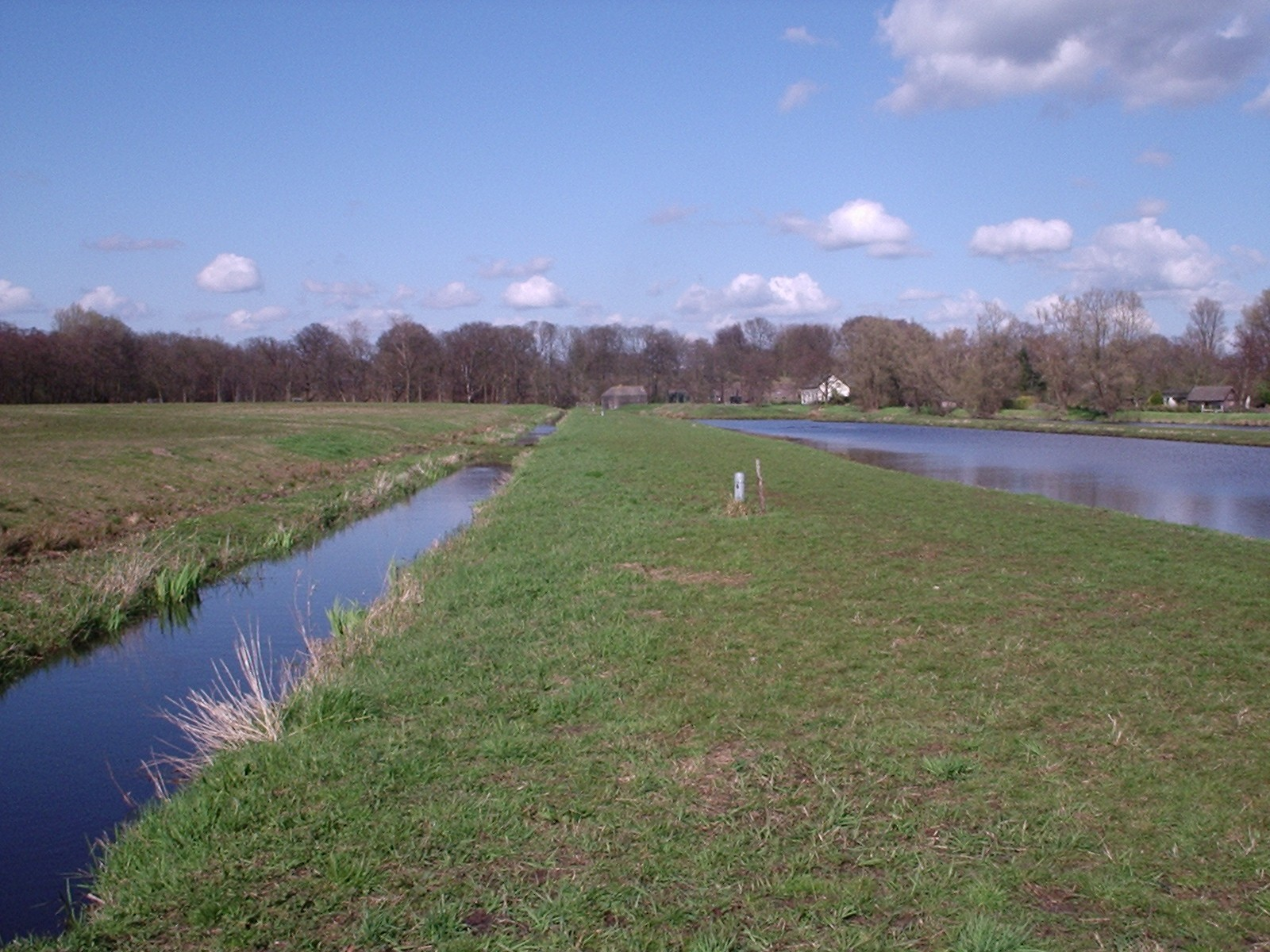
ラウヘンフーク(Ruigenhoek)近くの氾濫地域

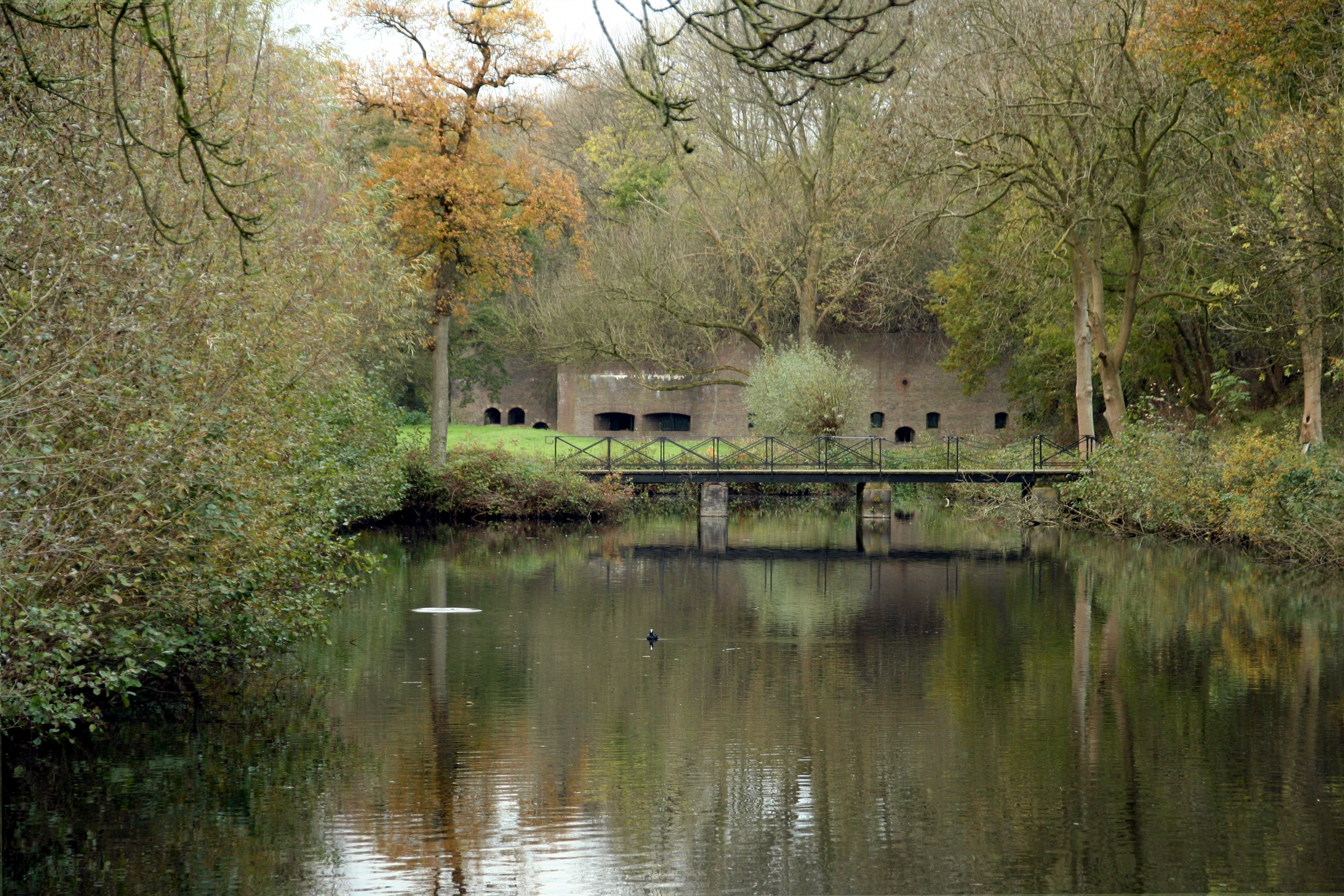
フォッセハトスデイクから見たレイナウウェン砦

1815年にワーテルローの戦いでナポレオンを敗北させた後、オランダ連合王国が作られた。ヴィレム1世が洪水線を最新化しようと決めた後、この新たな洪水線はユトレヒトの東側に一部移動した。次の100年でオランダの洪水線は、19世紀にさらに拡大されつつ近代化された新洪水線となった。これには、イギリスのマーテロー塔を連想させる円筒型の砦を含んでいた。
この防衛線は、1870年の普仏戦争と第一次世界大戦において、動員され準備されたが、使用されることはなかった。第二次世界大戦において、洪水線の土とブロックによる要塞化は、最新の砲兵と爆弾に対して長い包囲を持ちこたえるには弱すぎた。この点を補強するため、多数のトーチカが作られた。しかし、オランダはより東側にある防御線（グレッベ防衛線）を使用することに決めて、予備として洪水線を使用することにした。グレッベ防衛線が5月13日に突破された時、陸軍は洪水線に撤退した。しかし最新の戦術では、強固な固定防御線（例えば、フランスのマジノ線）は迂回し、包囲にとどめることができた。オランダ軍がグレッベ防御線で守りを固めて戦う間、ドイツ軍の空挺部隊はホラント要塞の中央であるムールダイク、ドルトレヒト、ロッテルダムを奇襲し、その南との接続点にある主要な橋を占領することができた。抵抗が続いたため、ドイツ軍はロッテルダムを空爆し、オランダ軍を降伏させた。さらに、同様の脅しをユトレヒトとアムステルダムに行なった。そのため、1940年5月におけるオランダの戦いでは、洪水線は何の役割も果たさなかった。
第二次世界大戦の後、オランダ政府はソビエト軍の侵入に対応するために、洪水線の考えを再度検討した。この3番目の洪水線は、より東のヘルダーラントにおけるアイセル川に設定された。ソビエト軍の侵攻時には、ライン川とワール川から水がアイセル川に流れ込み、川とその周囲の地域を氾濫させる予定であった。この計画は実行されること無く、1963年にオランダ政府により中止とされた。

### 現代
現代でもほとんどの砦はほとんど無傷で残っている。洪水線は、その自然の美しさに対して関心が持たれている。自転車での旅行及びハイキングの際の目的として、洪水線が挙げられている。砦の一部は、自転車旅行者のための宿泊施設となっている。他にも、ユトレヒト大学がホーフティク砦に植物園を作ったり、様々な用途に使用されている。要塞線独特の性質により、この要塞線はアムステルダムを囲むように輪となっているため、オランダ政府はこの防御線全体をユネスコの世界遺産の候補にノミネートすることを考えている。

## 新洪水線に存在する砦と要塞化した町
洪水線の弱い点を強化するために、砦や要塞化された町が作られた。
次のリストは砦の一覧を北から南へ並べている。
町を守る砦は、その町の名前を括弧の中に記述している。
- パンパス砦 Fort Pampus (アムステルダム)
- 永久砲台 De Westbatterij (マウデン)
- マウデン城 Castle Muiderslot (マウデン)
- マウデン城郭都市 Fortified town of Muiden
- ウェースプ城郭都市 Fortified town of Weesp
- オッセンマルクトの砦 Fort aan de Ossenmarkt (ウェースプ)
- アウテルメール砦 Fort Uitermeer
- ヒンデルダム砦 Fort Hinderdam
- ロントアウト砦 Fort Ronduit (ナールデン)
- ナールデン城郭都市 Foritified town of Naarden
- カルネメルクスロートの固定砲台 Permanent batteries at the Karnemelksloot (ナールデン)
- カイクアウト砦 Fort Kijkuit
- スピオン砦 Fort Spion
- ニウウェルスラウス砦 Fort Nieuwersluis
- ティーンホーフェン近くの砦 Fort bij Tienhoven
- クロップの砦 Fort aan de Klop (ユトレヒト)
- ハーヘル砦 Fort de Gagel (ユトレヒト)
- ラウヘンフークスデイクの砦 Fort op de Ruigenhoeksedijk (ユトレヒト)
- ブラウカペル砦 Fort Blauwkapel (ユトレヒト)
- フォールドルプスデイクの砦 Fort op de Voordorpsdijk (ユトレヒト)
- ビルトストラート近くの砦 Fort aan de Biltstraat (ユトレヒト)
- ホーフトデイク近くの小砦 Minor fort Werk aan de Hoofddijk (ユトレヒト)
- レイナウウェン近くの砦 Fort bij Rhijnauwen (ユトレヒト)
- ルネットの小さな半月系の砦の群
  - ルネット1 Lunet I (ユトレヒト)
  - ルネット2 Lunet II (ユトレヒト)
  - ルネット3 Lunet III (ユトレヒト)
  - ルネット4 Lunet IV (ユトレヒト)
- フェフテン近くの砦 Fort bij Vechten (ユトレヒト)
- ヘット・ヘメルチェ近くの砦 Fort bij 't Hemeltje
- ユトファース近くの砦 Fort bij Jutphaas
- ヴァールセ・ウェーテリングの小堡塁 Minor fort Werk aan de Waalse Wetering
- コルテ・アウトウェフ小堡塁 Minor fort Werk aan de Korte Uitweg
- スネルの砦 Lunet aan de Snel
- ホンスウェイク砦 Fort Honswijk
- パネルデン砦 Fort Pannerden
- フルーネ・ウェフの小堡塁 Minor fort Werk aan de Groene Weg
- スプールの小堡塁 Minor fort Werk aan de Spoel
- エーフェルディンゲン砦 Fort Everdingen
- ディーフデイク近くの小堡塁 Minor fort Werk op de spoorweg bij de Diefdijk
- アスペレン近くの砦 Fort bij Asperen
- ニウウェ・ステーフ近くの砦 Fort bij de Nieuwe Steeg
- フューレン近くの砦 Fort bij Vuren
- ホルクム城郭都市 Fortified town of Gorinchem
- ワウドリヘム城郭都市 Fortified town of Woudrichem
- ルーヴェステイン城 Castle Loevestein
- バッケルスキルの小堡塁 Minor fort Werk aan de Bakkerskil
- ストゥルハト砦 Fort Steurgat